# Echeveria multicolor
Echeveria multicolor là một loài thực vật có hoa trong họ Crassulaceae. Loài này được C.H.Uhl miêu tả khoa học đầu tiên năm 1992.